# Colonia, Yap
Colonia este capitala statului Yap, una din cele patru ale Statelor Federate ale Microneziei. Colonia nu trebuie confundat cu Kolonia, capitala statului Pohnpei.